# Fatboy Slim/Diskografie
Diese Diskografie ist eine Übersicht über die musikalischen Werke des britischen Musikers Fatboy Slim und seiner Pseudonyme Norman Cook, Pizzaman, Mighty Dub Katz, Son of a Cheeky Boy und BPA. Den Schallplattenauszeichnungen zufolge hat er bisher mehr als zehn Millionen Tonträger verkauft, davon alleine in seinem Heimatland über 5,6 Millionen. Seine erfolgreichste Veröffentlichung ist das Studioalbum You’ve Come a Long Way, Baby mit über 2,3 Millionen verkauften Einheiten.
Wenn nicht anders angegeben, wurden die Tonträger unter dem Pseudonym Fatboy Slim veröffentlicht.

## Alben

### Studioalben
| Jahr                            | Titel                                    | Höchstplatzierung, Gesamtwochen, AuszeichnungChartplatzierungen (Jahr, Titel, Platzierungen, Wochen, Auszeichnungen, Anmerkungen) | Höchstplatzierung, Gesamtwochen, AuszeichnungChartplatzierungen (Jahr, Titel, Platzierungen, Wochen, Auszeichnungen, Anmerkungen) | Höchstplatzierung, Gesamtwochen, AuszeichnungChartplatzierungen (Jahr, Titel, Platzierungen, Wochen, Auszeichnungen, Anmerkungen) | Höchstplatzierung, Gesamtwochen, AuszeichnungChartplatzierungen (Jahr, Titel, Platzierungen, Wochen, Auszeichnungen, Anmerkungen) | Höchstplatzierung, Gesamtwochen, AuszeichnungChartplatzierungen (Jahr, Titel, Platzierungen, Wochen, Auszeichnungen, Anmerkungen) | Anmerkungen                              |
| Jahr                            | Titel                                    | DE | AT | CH | UK | US | Anmerkungen                              |
| ------------------------------- | ---------------------------------------- | --- | --- | --- | --- | --- | ---------------------------------------- |
| als Pizzaman                    |                                          | | | | | |                                          |
|                                 |                                          | | | | | |                                          |
| 1995                            | Pizzamania                               | — | — | — | — | — | Erstveröffentlichung: 1995               |
| als Fatboy Slim                 |                                          | | | | | |                                          |
|                                 |                                          | | | | | |                                          |
| 1996                            | Better Living Through Chemistry          | — | — | — | UK69 Gold · (5 Wo.)UK | — | Erstveröffentlichung: 16. September 1996 |
| 1998                            | You’ve Come a Long Way, Baby             | DE15 (40 Wo.)DE | AT13 (19 Wo.)AT | CH23 Gold · (22 Wo.)CH | UK1 ×4Vierfachplatin · (100 Wo.)UK                                                                                                | US34 Platin · (63 Wo.)US | Erstveröffentlichung: 19. Oktober 1998   |
| 2000                            | Halfway Between the Gutter and the Stars | DE23 (4 Wo.)DE | AT22 (3 Wo.)AT | CH35 (10 Wo.)CH | UK8 Platin · (32 Wo.)UK | US51 (5 Wo.)US | Erstveröffentlichung: 6. November 2000   |
| 2004                            | Palookaville                             | DE67 (2 Wo.)DE | AT35 (3 Wo.)AT | CH28 (4 Wo.)CH | UK14 Silber · (5 Wo.)UK | US149 (1 Wo.)US | Erstveröffentlichung: 4. Oktober 2004    |
| als The Brighton Port Authority |                                          | | | | | |                                          |
|                                 |                                          | | | | | |                                          |
| 2009                            | I Think We’re Gonna Need a Bigger Boat   | — | — | — | — | — | Erstveröffentlichung: 6. Januar 2009     |

### Livealben
| Jahr | Titel                        | Höchstplatzierung, Gesamtwochen, AuszeichnungChartplatzierungen (Jahr, Titel, Platzierungen, Wochen, Auszeichnungen, Anmerkungen) | Höchstplatzierung, Gesamtwochen, AuszeichnungChartplatzierungen (Jahr, Titel, Platzierungen, Wochen, Auszeichnungen, Anmerkungen) | Höchstplatzierung, Gesamtwochen, AuszeichnungChartplatzierungen (Jahr, Titel, Platzierungen, Wochen, Auszeichnungen, Anmerkungen) | Höchstplatzierung, Gesamtwochen, AuszeichnungChartplatzierungen (Jahr, Titel, Platzierungen, Wochen, Auszeichnungen, Anmerkungen) | Höchstplatzierung, Gesamtwochen, AuszeichnungChartplatzierungen (Jahr, Titel, Platzierungen, Wochen, Auszeichnungen, Anmerkungen) | Anmerkungen                            |
| Jahr | Titel                        | DE | AT | CH | UK | US | Anmerkungen                            |
| ---- | ---------------------------- | --- | --- | --- | --- | --- | -------------------------------------- |
| 1998 | On the Floor at the Boutique | DE59 (8 Wo.)DE | — | — | — | US173 (3 Wo.)US | Erstveröffentlichung: 25. August 1998  |
| 2002 | Live on Brighton Beach       | DE87 (1 Wo.)DE | — | CH64 (4 Wo.)CH | — | — | Erstveröffentlichung: 25. Februar 2002 |

Weitere Livealben
- 2002: Big Beach Boutique II

### Kompilationen
| Jahr | Titel                             | Höchstplatzierung, Gesamtwochen, AuszeichnungChartplatzierungen (Jahr, Titel, Platzierungen, Wochen, Auszeichnungen, Anmerkungen) | Höchstplatzierung, Gesamtwochen, AuszeichnungChartplatzierungen (Jahr, Titel, Platzierungen, Wochen, Auszeichnungen, Anmerkungen) | Höchstplatzierung, Gesamtwochen, AuszeichnungChartplatzierungen (Jahr, Titel, Platzierungen, Wochen, Auszeichnungen, Anmerkungen) | Höchstplatzierung, Gesamtwochen, AuszeichnungChartplatzierungen (Jahr, Titel, Platzierungen, Wochen, Auszeichnungen, Anmerkungen) | Höchstplatzierung, Gesamtwochen, AuszeichnungChartplatzierungen (Jahr, Titel, Platzierungen, Wochen, Auszeichnungen, Anmerkungen) | Anmerkungen                         |
| Jahr | Titel                             | DE | AT | CH | UK | US | Anmerkungen                         |
| ---- | --------------------------------- | --- | --- | --- | --- | --- | ----------------------------------- |
| 2006 | The Greatest Hits: Why Try Harder | DE89 (1 Wo.)DE | AT30 (5 Wo.)AT | CH22 (7 Wo.)CH | UK2 Platin · (23 Wo.)UK | — | Erstveröffentlichung: 19. Juni 2006 |

Weitere Kompilationen
- 2001: A Break from the Norm (von Norman Cook gesampelte Tracks, die in folgenden seiner Stücke Verwendung fanden: Praise You, Santa Cruz, Song for Lindy, Demons, Goin’ Out of My Head, Ya Mama, Gangsta Trippin’, Rockafeller Skank, Punk to Funk, Sho’ Nuff, Soul Surfin’, Build It Up Tear It Down und Right Here Right Now)
- 2010: The Very Best of Pizzaman (als „Pizzaman“)
- 2011: Best of the Bootlegs
- 2019: The Best of Fatboy Slim (UK: Silber)

### Remixalben
| Jahr | Titel                                  | Höchstplatzierung, Gesamtwochen, AuszeichnungChartplatzierungen (Jahr, Titel, Platzierungen, Wochen, Auszeichnungen, Anmerkungen) | Höchstplatzierung, Gesamtwochen, AuszeichnungChartplatzierungen (Jahr, Titel, Platzierungen, Wochen, Auszeichnungen, Anmerkungen) | Höchstplatzierung, Gesamtwochen, AuszeichnungChartplatzierungen (Jahr, Titel, Platzierungen, Wochen, Auszeichnungen, Anmerkungen) | Höchstplatzierung, Gesamtwochen, AuszeichnungChartplatzierungen (Jahr, Titel, Platzierungen, Wochen, Auszeichnungen, Anmerkungen) | Höchstplatzierung, Gesamtwochen, AuszeichnungChartplatzierungen (Jahr, Titel, Platzierungen, Wochen, Auszeichnungen, Anmerkungen) | Anmerkungen                         |
| Jahr | Titel                                  | DE | AT | CH | UK | US | Anmerkungen                         |
| ---- | -------------------------------------- | --- | --- | --- | --- | --- | ----------------------------------- |
| 2000 | The Fatboy Slim/Norman Cook Collection | — | — | — | — | US195 (1 Wo.)US | Erstveröffentlichung: 21. März 2000 |

Weitere Remixalben
- 2000: Signature Series Volume 1
- 2007: The Greatest Hits – Remixed
- 2018: Fatboy Slim vs. Australia
- 2019: Fatboy Slim vs. New Zealand

### Mixtapes (DJ-Mixe)
- 1997: Beat Up the NME
- 2005: Bondi Beach: New Years Eve '06
- 2006: Fala aí!
- 2007: Late Night Tales: Fatboy Slim
- 2009: Dance Bitch
- 2010: The Legend Returns
- 2014: Fatboy Slim Presents Bem Brasil

### Soundtracks
| Jahr | Titel          | Höchstplatzierung, Gesamtwochen, AuszeichnungChartplatzierungen (Jahr, Titel, Platzierungen, Wochen, Auszeichnungen, Anmerkungen) | Höchstplatzierung, Gesamtwochen, AuszeichnungChartplatzierungen (Jahr, Titel, Platzierungen, Wochen, Auszeichnungen, Anmerkungen) | Höchstplatzierung, Gesamtwochen, AuszeichnungChartplatzierungen (Jahr, Titel, Platzierungen, Wochen, Auszeichnungen, Anmerkungen) | Höchstplatzierung, Gesamtwochen, AuszeichnungChartplatzierungen (Jahr, Titel, Platzierungen, Wochen, Auszeichnungen, Anmerkungen) | Höchstplatzierung, Gesamtwochen, AuszeichnungChartplatzierungen (Jahr, Titel, Platzierungen, Wochen, Auszeichnungen, Anmerkungen) | Anmerkungen                                         |
| Jahr | Titel          | DE | AT | CH | UK | US | Anmerkungen                                         |
| ---- | -------------- | --- | --- | --- | --- | --- | --------------------------------------------------- |
| 2010 | Here Lies Love | — | — | — | UK76 (1 Wo.)UK | — | Erstveröffentlichung: 5. April 2010 mit David Byrne |

### EPs
- 2001: Halfway Between the Gutter and the Guardian
- 2002: My Game
- 2002: Illuminati
- 2002: Camber Sands
- 2002: The Pimp

## Singles

### Als Leadmusiker
| Jahr                | Titel Album | Höchstplatzierung, Gesamtwochen, AuszeichnungChartplatzierungen (Jahr, Titel, Album, Platzierungen, Wochen, Auszeichnungen, Anmerkungen) | Höchstplatzierung, Gesamtwochen, AuszeichnungChartplatzierungen (Jahr, Titel, Album, Platzierungen, Wochen, Auszeichnungen, Anmerkungen) | Höchstplatzierung, Gesamtwochen, AuszeichnungChartplatzierungen (Jahr, Titel, Album, Platzierungen, Wochen, Auszeichnungen, Anmerkungen) | Höchstplatzierung, Gesamtwochen, AuszeichnungChartplatzierungen (Jahr, Titel, Album, Platzierungen, Wochen, Auszeichnungen, Anmerkungen) | Höchstplatzierung, Gesamtwochen, AuszeichnungChartplatzierungen (Jahr, Titel, Album, Platzierungen, Wochen, Auszeichnungen, Anmerkungen) | Anmerkungen                                                                           |
| Jahr                | Titel Album | DE | AT | CH | UK | US | Anmerkungen                                                                           |
| ------------------- | --- | --- | --- | --- | --- | --- | ------------------------------------------------------------------------------------- |
| als Norman Cook     | | | | | | |                                                                                       |
|                     | | | | | | |                                                                                       |
| 1989                | Won’t Talk About It / Blame It on the Bassline –                                                                   | — | — | — | UK29 (6 Wo.)UK | — | Erstveröffentlichung: 1989                                                            |
| 1989                | For Spacious Lies –                                                                                                | — | — | — | UK48 (4 Wo.)UK | — | Erstveröffentlichung: 1989 feat. Lester                                               |
| als Pizzaman        | | | | | | |                                                                                       |
|                     | | | | | | |                                                                                       |
| 1994                | Trippin on Sunshine Pizzamania                                                                                     | — | — | — | UK18 (5 Wo.)UK | — | Erstveröffentlichung: Oktober 1994 Höchstplatzierung nach Wiederveröffentlichung 1996 |
| 1995                | Sex on the Streets Pizzamania                                                                                      | DE36 (8 Wo.)DE | — | — | UK23 (9 Wo.)UK | — | Erstveröffentlichung: 1995                                                            |
| 1995                | Happiness Pizzamania                                                                                               | — | — | — | UK19 (5 Wo.)UK | — | Erstveröffentlichung: 1995                                                            |
| 1996                | Hello Honky Tonks (Rock Your Body) –                                                                               | — | — | — | UK41 (2 Wo.)UK | — | Erstveröffentlichung: 1996                                                            |
| 1997                | Gottaman Pizzamania                                                                                                | — | — | — | UK85 (1 Wo.)UK | — | Erstveröffentlichung: 1997                                                            |
| als Mighty Dub Katz | | | | | | |                                                                                       |
|                     | | | | | | |                                                                                       |
| 1995                | Magic Carpet Ride –                                                                                                | DE9 (20 Wo.)DE | AT15 (12 Wo.)AT | CH9 (16 Wo.)CH | UK24 (9 Wo.)UK | — | Erstveröffentlichung: 1995 Charteinstieg erst 1996, in UK erst 1997                   |
| 1996                | It’s Just Another Groove –                                                                                         | — | — | — | UK43 (2 Wo.)UK | — | Erstveröffentlichung: 1996                                                            |
| 2002                | Let The Drums Speak –                                                                                              | — | — | — | UK73 (1 Wo.)UK | — | Erstveröffentlichung: 2002                                                            |
| als Fatboy Slim     | | | | | | |                                                                                       |
|                     | | | | | | |                                                                                       |
| 1996                | Everybody Needs a 303 Better Living Through Chemistry                                                              | — | — | — | UK34 (2 Wo.)UK | — | Erstveröffentlichung: 26. Februar 1996                                                |
| 1997                | Going Out of My Head Better Living Through Chemistry                                                               | — | — | — | UK57 (2 Wo.)UK | — | Erstveröffentlichung: 21. April 1997                                                  |
| 1998                | The Rockafeller Skank You’ve Come a Long Way, Baby                                                                 | DE28 (17 Wo.)DE | AT23 (7 Wo.)AT | CH24 (10 Wo.)CH | UK6 Platin · (17 Wo.)UK | US72 (27 Wo.)US | Erstveröffentlichung: 8. Juni 1998                                                    |
| 1998                | Gangster Trippin’ You’ve Come a Long Way, Baby                                                                     | DE98 (2 Wo.)DE | — | CH49 (1 Wo.)CH | UK3 Silber · (10 Wo.)UK | — | Erstveröffentlichung: 5. Oktober 1998                                                 |
| 1999                | Praise You You’ve Come a Long Way, Baby                                                                            | DE55 (9 Wo.)DE | AT31 (7 Wo.)AT | CH44 (5 Wo.)CH | UK1 ×2Doppelplatin · (14 Wo.)UK | US36 (20 Wo.)US | Erstveröffentlichung: 4. Januar 1999                                                  |
| 1999                | Right Here, Right Now You’ve Come a Long Way, Baby                                                                 | DE47 (7 Wo.)DE | — | — | UK2 Platin · (14 Wo.)UK | — | Erstveröffentlichung: 19. April 1999                                                  |
| 2000                | Sunset (Bird of Prey) Halfway Between the Gutter and the Stars                                                     | DE80 (4 Wo.)DE | — | CH77 (4 Wo.)CH | UK9 (18 Wo.)UK | — | Erstveröffentlichung: 16. Oktober 2000                                                |
| 2001                | Demons Halfway Between the Gutter and the Stars                                                                    | — | — | — | UK16 (8 Wo.)UK | — | Erstveröffentlichung: 8. Januar 2001 feat. Macy Gray                                  |
| 2001                | Star 69 / Weapon of Choice* Halfway Between the Gutter and the Stars                                               | DE81 (3 Wo.)DE | — | — | UK10 Silber · (8 Wo.)UK | — | Erstveröffentlichung: 23. April 2001 *feat. Bootsy Collins                            |
| 2001                | Ya Mama / Song for Shelter Halfway Between the Gutter and the Stars                                                | — | — | — | UK30 (2 Wo.)UK | — | Erstveröffentlichung: 3. September 2001                                               |
| 2001                | Song for Shelter (Chemical Brothers Remix) Halfway Between the Gutter and the Stars (15th Anniversary Edition)     | — | — | — | UK90 (1 Wo.)UK | — | Erstveröffentlichung: 2001 feat. Roland Clarke                                        |
| 2002                | Retox (Dave Clarke Remix) Halfway Between the Gutter and the Stars (15th Anniversary Edition)                      | — | — | — | UK73 (2 Wo.)UK | — | Erstveröffentlichung: 4. Februar 2002                                                 |
| 2002                | Talkin’ About My Baby (Midfield General Remix) Halfway Between the Gutter and the Stars (15th Anniversary Edition) | — | — | — | UK92 (1 Wo.)UK | — | Erstveröffentlichung: 3: Juni 2002                                                    |
| 2004                | Slash Dot Dash Palookaville                                                                                        | — | — | — | UK12 (3 Wo.)UK | — | Erstveröffentlichung: 20. September 2004                                              |
| 2004                | Wonderful Night Palookaville                                                                                       | — | — | — | UK51 (2 Wo.)UK | — | Erstveröffentlichung: 29. November 2004                                               |
| 2005                | The Joker Palookaville                                                                                             | DE63 (7 Wo.)DE | — | CH99 (1 Wo.)CH | UK32 (2 Wo.)UK | — | Erstveröffentlichung: 28. Februar 2005 Original: Steve Miller Band                    |
| 2006                | That Old Pair of Jeans The Greatest Hits: Why Try Harder                                                           | — | — | — | UK39 (2 Wo.)UK | — | Erstveröffentlichung: 26. Juni 2006 feat. Lateef the Truth Speaker                    |
| 2006                | Champion Sound The Greatest Hits: Why Try Harder                                                                   | — | — | — | UK88 (1 Wo.)UK | — | Erstveröffentlichung: 6. November 2006                                                |
| 2013                | Eat, Sleep, Rave, Repeat (Calvin Harris Remix) –                                                                   | — | — | — | UK3 Silber · (18 Wo.)UK | — | Erstveröffentlichung: 27. Oktober 2013 mit Riva Starr feat. Beardyman                 |

Weitere Singles
- 1996: Punk to Funk
- 1997: Fuck ’Em If They Can’t Take a Joke (als „Son of a Cheeky Boy“)
- 1998: Comma (als „Son of a Cheeky Boy“)
- 1999: Build It Up – Tear It Down
- 2005: Don’t Let the Man Get You Down
- 2007: Radioactivity (Original: Kraftwerk)
- 2008: Please Don’t (mit David Byrne feat. Santigold)
- 2010: Machines Can Do the Work (feat. Herve)
- 2017: Where U Iz
- 2017: Boom F**king Boom (feat. Beardyman)
- 2020: All the Ladies (mit Eats Everything)
- 2024: Role Model (feat. Dan Diamond & Luca Guerrieri)

### Als Gastmusiker
| Jahr | Titel Album                                                                                      | Höchstplatzierung, Gesamtwochen, AuszeichnungChartplatzierungen (Jahr, Titel, Album, Platzierungen, Wochen, Auszeichnungen, Anmerkungen) | Höchstplatzierung, Gesamtwochen, AuszeichnungChartplatzierungen (Jahr, Titel, Album, Platzierungen, Wochen, Auszeichnungen, Anmerkungen) | Höchstplatzierung, Gesamtwochen, AuszeichnungChartplatzierungen (Jahr, Titel, Album, Platzierungen, Wochen, Auszeichnungen, Anmerkungen) | Höchstplatzierung, Gesamtwochen, AuszeichnungChartplatzierungen (Jahr, Titel, Album, Platzierungen, Wochen, Auszeichnungen, Anmerkungen) | Höchstplatzierung, Gesamtwochen, AuszeichnungChartplatzierungen (Jahr, Titel, Album, Platzierungen, Wochen, Auszeichnungen, Anmerkungen) | Anmerkungen                                                            |
| Jahr | Titel Album                                                                                      | DE | AT | CH | UK | US | Anmerkungen                                                            |
| ---- | ------------------------------------------------------------------------------------------------ | --- | --- | --- | --- | --- | ---------------------------------------------------------------------- |
| 1998 | Brimful of Asha (Norman Cook Remix) The Greatest Hits: Why Try Harder                            | DE84 (9 Wo.)DE | — | — | UK1 ×2Doppelplatin · (15 Wo.)UK | — | Erstveröffentlichung: 16. Februar 1998 Cornershop mit Norman Cook      |
| 1999 | Badder Badder Schwing The Last True Family Man                                                   | — | — | — | UK34 (2 Wo.)UK | — | Erstveröffentlichung: 1999 Freddy Fresh feat. Fatboy Slim              |
| 2004 | I See You Baby (Fatboy Slim Remix) The Best of Groove Armada • The Greatest Hits: Why Try Harder | — | — | — | UK11 (6 Wo.)UK | — | Erstveröffentlichung: 20. September 2004 Groove Armada mit Fatboy Slim |

Weitere Gastbeiträge
- 2023: Praising You (Rita Ora feat. Fatboy Slim)

## Videoalben
- 2006: The Greatest Hits - Why Make Videos
- 2006: Big Beach Boutique II – The Movie
- 2008: Incredible Adventures in Brazil

## Statistik

### Chartauswertung
|                     | DE    | AT    | CH    | UK    | US    |
| ------------------- | ----- | ----- | ----- | ----- | ----- |
| Nummer-eins-Alben   | DE—DE | AT—AT | CH—CH | UK1UK | US—US |
| Top-10-Alben        | DE—DE | AT—AT | CH—CH | UK3UK | US—US |
| Alben in den Charts | DE6DE | AT4AT | CH5CH | UK6UK | US5US |

|                       | DE     | AT    | CH    | UK     | US    |
| --------------------- | ------ | ----- | ----- | ------ | ----- |
| Nummer-eins-Singles   | DE—DE  | AT—AT | CH—CH | UK2UK  | US—US |
| Top-10-Singles        | DE1DE  | AT—AT | CH1CH | UK8UK  | US—US |
| Singles in den Charts | DE10DE | AT3AT | CH6CH | UK31UK | US2US |

### Auszeichnungen für Musikverkäufe
| Goldene Schallplatte - Australien - 2000: für das Album Halfway Between the Gutter and the Stars - 2006: für das Videoalbum The Greatest Hits - Why Make Videos - Brasilien - 2008: für die Single Acid 8000 - 2008: für die Single Built It Up - Tear It Up - 2008: für die Single Love Island - 2008: für die Single Praise You - 2008: für die Single Right Here Right Now - Italien - 2021: für die Single Praise You - Japan - 1999: für das Album You’ve Come a Long Way, Baby - 2004: für das Album Halfway Between the Gutter and the Stars - 2005: für das Album Palookaville - Neuseeland - 2006: für das Album Why Try Harder: Greatest Hits - Niederlande - 1999: für das Album You’ve Come a Long Way, Baby | Platin-Schallplatte - Frankreich - 2002: für das Album You’ve Come a Long Way, Baby - Irland - 2006: für das Album Why Try Harder: Greatest Hits - Kanada - 1999: für das Album You’ve Come a Long Way, Baby - Neuseeland - 2000: für das Album Halfway Between the Gutter and the Stars 2× Platin-Schallplatte - Europa - 2000: für das Album You’ve Come a Long Way, Baby - Neuseeland - 2024: für die Single Praise You 3× Platin-Schallplatte - Australien - 1999: für das Album You’ve Come a Long Way, Baby 5× Platin-Schallplatte - Neuseeland - 1999: für das Album You’ve Come a Long Way, Baby |

Anmerkung: Auszeichnungen in Ländern aus den Charttabellen bzw. Chartboxen sind in ebendiesen zu finden.
| Land/RegionAuszeichnungen für Musikverkäufe (Land/Region, Auszeichnungen, Verkäufe, Quellen) | Silber     | Gold       | Platin       | Verkäufe    | Quellen                       |
| -------------------------------------------------------------------------------------------- | ---------- | ---------- | ------------ | ----------- | ----------------------------- |
| Australien (ARIA)                                                                            | —          | 2× Gold2   | 3× Platin3   | 252.500     | aria.com.au                   |
| Brasilien (PMB)                                                                              | —          | 5× Gold5   | —            | 150.000     | pro-musicabr.org.br           |
| Europa (IFPI)                                                                                | —          | —          | 2× Platin2   | (2.000.000) | ifpi.org                      |
| Frankreich (SNEP)                                                                            | —          | —          | Platin1      | 300.000     | snepmusique.com               |
| Irland (IRMA)                                                                                | —          | —          | Platin1      | 15.000      | irishcharts.ie                |
| Italien (FIMI)                                                                               | —          | Gold1      | —            | 35.000      | fimi.it                       |
| Japan (RIAJ)                                                                                 | —          | 3× Gold3   | —            | 300.000     | riaj.or.jp                    |
| Kanada (MC)                                                                                  | —          | —          | Platin1      | 100.000     | musiccanada.com               |
| Neuseeland (RMNZ)                                                                            | —          | Gold1      | 8× Platin8   | 157.500     | aotearoamusiccharts.co.nz NZ2 |
| Niederlande (NVPI)                                                                           | —          | Gold1      | —            | 50.000      | nvpi.nl                       |
| Schweiz (IFPI)                                                                               | —          | Gold1      | —            | 25.000      | hitparade.ch                  |
| Vereinigte Staaten (RIAA)                                                                    | —          | —          | Platin1      | 1.000.000   | riaa.com                      |
| Vereinigtes Königreich (BPI)                                                                 | 5× Silber5 | Gold1      | 12× Platin12 | 5.620.000   | bpi.co.uk                     |
| Insgesamt                                                                                    | 5× Silber5 | 15× Gold15 | 29× Platin29 |             |                               |